# Eriopyga sutrix
Eriopyga sutrix là một loài bướm đêm trong họ Noctuidae.